# Майкъл Амот
Майкъл Амот (на шведски: Michael Amott) е шведски китарист и текстописец. От самото му създаване участва в бандите Арч Енеми и Spiritual Beggars; известен също като член на групите Carnage и Carcass. Най-много е повлиян от Майкъл Шенкер и Дейв Мъстейн.
През 2018 На фестивала Hellfest 1 той свири с Мегадет като гост-китарист, изпълнявайки песента „Symphony of Destruction“. Майкъл Амот е класиран под номер 74 от 100-те най-велики хевиметъл китаристи на всички времена в класацията на Guitar World.

## Групи
- Дисакорд (китара, 1983 – 1984 и 1986 – 1988)
- Карнаж (китара, 1988 – 1990) – открита
- Каркасс (гитара, 1990 – 1993, 2008 – 2012)
- Спиритуал Bеггарс (китара, 1994 –) – от основаването
- Арч Енеми (китара, беквокали, 1996 –) – открита

## Дискография

### С Carnage
- Dark Recollections (1990)

### С Carcass
- Necroticism – Descanting the Insalubrious (1991)
- Tools of the Trade (EP) (1992)
- Heartwork (1993)

### Със Spiritual Beggars
- Spiritual Beggars (1994)
- Another Way to Shine (1996)
- Mantra III (1998)
- Ad Astra (2000)
- On Fire (2002)
- Live Fire! (DVD) (2005)
- Demons (2005)
- Return to Zero (2010)

### С Arch Enemy
- Black Earth (1996)
- Stigmata (1998)
- Burning Bridges (1999)
- Burning Japan Live 1999 (2000)
- Wages of Sin (2001)
- Burning Angel (EP Japan only) (2002)
- Anthems of Rebellion (2003)
- Dead Eyes See No Future (EP) (2003)
- Doomsday Machine (2005)
- Live Apocalypse (2 DVD) (2006)
- Rise of the Tyrant (2007)
- Tyrants of the Rising Sun – Live in Japan (1 – DVD, 2 – CD, 2 – винил) (2008)
- The Root of All Evil (2009)
- Khaos Legions (2011)
- War Eternal (2014)
- Will to Power (2017)
- Deceivers (2022)

### Други
- Candlemass – Dactylis Glomerata (1998), гост, водеща и ритъм китара
- The Haunted – One Kill Wonder (2003), гость, соло-гитара совместно с Anders Björler в песне „Bloodletting“
- Kreator – Enemy of God (2005), соло в песне „Murder Fantasies“
- Annihilator – Metal (2007), гост китара с Джеф Уотърс в „Operation Annihilation“
- Megadeth – Symphony of Destruction, се появява на Hellfest 2018 като гост-китарист

## Личен живот
Майкъл Амот е вегетарианец. Майкъл и Кристофър Амот са наполовина британци: баща им е от Великобритания, а майка им е от Швеция.